# Leo Gerstenzang
Leo Gerstenzang (* 3. Juni 1892 in Warschau; † Oktober 1973 in den Vereinigten Staaten) war ein polnisch-US-amerikanischer Erfinder und Unternehmer.

## Leben

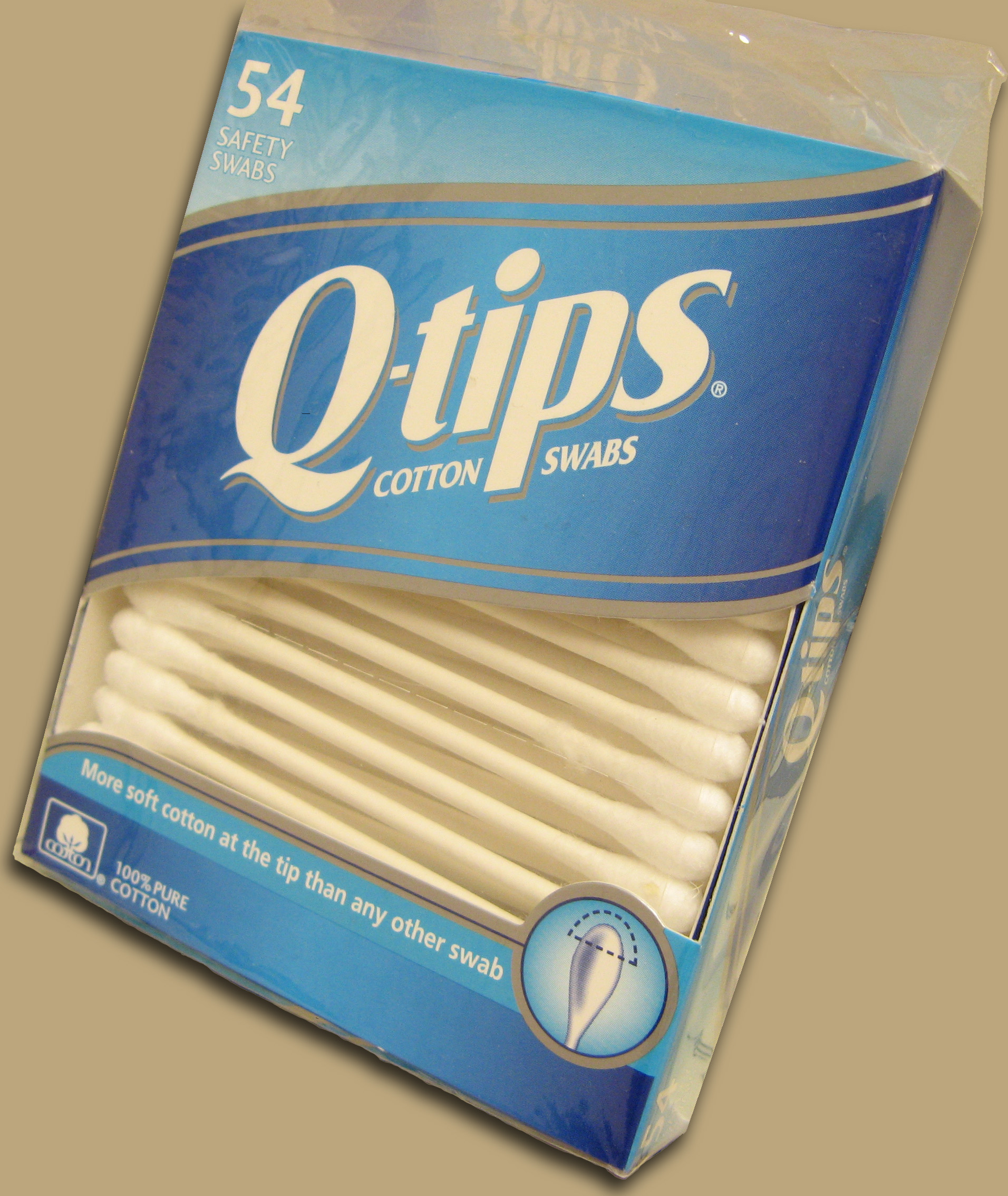
Eine Packung Q-Tips

Gerstenzang wuchs in Warschau in einer jüdischen Familie auf. 1912 emigrierte er in die Vereinigten Staaten und lebte anfangs in Chicago und später in New York City. Gerstenzang gilt als der Erfinder des modernen Wattestäbchens zur Reinigung der Ohren. 1923 erfand er das Wattestäbchen Q-Tips, das zuerst Baby Gays genannt wurde und 1926 in Q-Tips umbenannt wurde. Gerstenzang gründete das Unternehmen Infant Novelty Company.